# 高悪性度粘表皮癌
高悪性度（型）粘表皮癌（こうあくせいどがたねんひょうひがん）とは、浸潤増殖が早く早期より疼痛、神経麻痺、リンパ節転移を起こすことが多い粘表皮癌の一つである。
被膜は不完全で、細胞の異型性が強く主に分化に乏しい扁平上皮細胞と中間細胞からなり、腺腔構造と粘液産生細胞が乏しいのが特徴である。稀に、グリコーゲンの蓄積によって腫瘍細胞が明細胞化する。再発しやすく、しばしば肺や骨に転移する。